# Edward Kennard Rand
Edward Kennard Rand (* 20. Dezember 1871 in South Boston, Massachusetts; † 28. Oktober 1945 in Cambridge) war ein US-amerikanischer Klassischer Philologe, der von 1901 bis 1942 an der Harvard University lehrte. Er beschäftigte sich mit der lateinischen Literatur von der Antike bis zur Frühen Neuzeit.

## Leben
Edward Kennard Rand, war der Sohn des Geistlichen Edward Augustus Rand und Mary Frances, geborene Abbott. Nach seinem High-School-Abschluss in Watertown, Massachusetts, begann er sein Studium an der Harvard University (Bachelor 1894), setzte es an der Harvard Divinity School (1894–1895), an der Universität von Chicago (1895–1897) und an der Episcopal Theological School (1897–1898) fort und schloss es schließlich an der Universität München in Deutschland ab. Hier wurde er 1900 bei Ludwig Traube mit einer Arbeit über den spätantiken Philosophen und Theologen Boëthius promoviert, die 1901 gedruckt wurde.
Nach seiner Rückkehr in die USA lehrte Rand an der Harvard University Lateinische Literatur und Sprache, zunächst als Instructor, ab 1905 als Assistant Professor, seit 1909 als Full Professor. Von 1931 bis zu seiner Emeritierung (1942) war er Pope Professor of Latin.
Rand war einer der ersten Philologen in den USA, die die lateinische Literatur des Mittelalters in Lehre und Forschung vertraten. Besonderes Interesse widmete er den Schnittstellen zwischen der Spätantike und dem Frühmittelalter. Sein Standardwerk Founders of the Middle Ages (1928) entstand aus einer Vorlesungsreihe. Auch dem Skriptorium von Tours widmete er zahlreiche Studien. Darüber hinaus berücksichtigte er auch in verschiedenen Arbeiten das Nachleben antiker Autoren.
Als Forscher war Rand landesweit anerkannt. 1913 wurde er in die American Academy of Arts and Sciences gewählt. Er wurde 1919/1920 zum Sather Professor an der University of California, Berkeley ernannt und war Mitglied der American Philological Association (Präsident 1922/1923) und der Classical Association of New England (Präsident 1934/1935). Er war außerdem ein Gründungsmitglied und der erste Präsident der Medieval Academy of America (1925). 1933 wurde er in die American Academy of Arts and Letters aufgenommen. Seit 1937 war er korrespondierendes Mitglied der Bayerischen Akademie der Wissenschaften.

## Schriften (Auswahl)
- Der dem Boethius zugeschriebene Traktat De fide catholica. In: Jahrbücher für classische Philologie. Supplementband 26, 1901, S. 401–461.
- Johannes Scottus. 1. Der Kommentar des Johannes Scottus zu den Opuscula sacra des Boethius. 2. Der Kommentar des Remigius von Auxerre zu den Opuscula sacra des Boethius (= Quellen und Untersuchungen zur lateinischen Philologie des Mittelalters. Band 1, Heft 2, ISSN 0721-6203). Beck, München 1906, (Digitalisat).
- mit Ernest Hatch Wilkins, Alain Campbell White: Dantis Alagherii operum latinorum concordantiae. Clarendon Press, Oxford 1912, (Digitalisat).
- Ovid and his influence (= Our Debt to Greece and Rome.). Marshall Jones, Boston MA 1925, (Digitalisat).
- Founders of the Middle Ages. Harvard University Press, Cambridge MA 1928 (New edition. Dover, New York NY 1957; Lowell Institute Lectures.).
- Studies in the Script of Tours. 2 (in 3). Bände. Medieval Academy of America, Cambridge MA 1929–1934, ZDB-ID 996186-0;
  - Band 1: A Survey of the Manuscripts of Tours (= Medieval Academy of America. Publication. 3, ISSN 0076-583X). 2 Bände (Bd. 1: Text. Bd. 2: Tafeln). 1929, (Digitalisat Textband);
  - Band 2: mit Leslie Webber Jones: The earliest Book of Tours. With Supplementary Descriptions of other Manuscripts of Tours (= Medieval Academy of America. Publication. 20). 1934.
- A Walk to Horace’s Farm. Blackwell, Oxford 1930.
- In Quest of Virgil’s Birthplace. Harvard University Press, Cambridge MA 1930, (Digitalisat).
- The Magical Art of Virgil. Harvard University Press, Cambridge MA 1931, (Digitalisat; Nachdruck: Archon Books, Hamden CT 1966).
- The Ancient Classics and the New Humanism. In: On going to College. Oxford University Press, New York NY 1938, S. 13–35.
- The Building of Eternal Rome. Harvard University Press, Cambridge MA 1943.
- Cicero in the Courtroom of St. Thomas Aquinas. Marquette University Press, Milwaukee WI 1946, (Aquinas Lecture 1945.).
- mit anderen: Quod in Aeneidos libros I et II explanationes continet (= Servianorum in Vergilii carmina commentariorum. Band 2 = Special Publications of the American Philological Association. 1, 2, ISSN 0065-9703). Typographeo Lancastriano, Lancaster PA 1946.